# Kleiner Schillerfalter

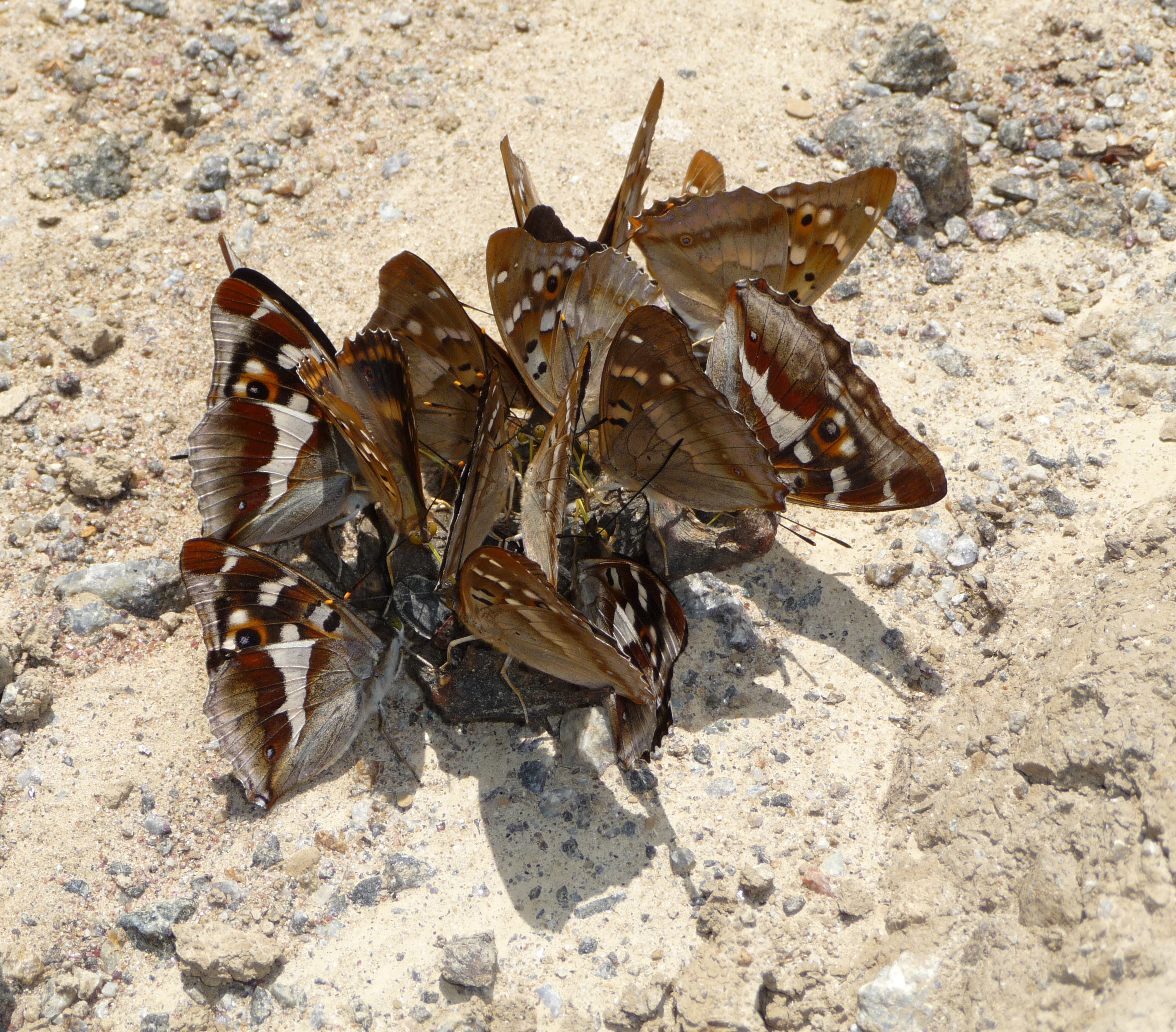
Große und Kleine Schillerfalter an einem Froschkadaver

Der Kleine Schillerfalter (Apatura ilia) ist ein Schmetterling (Tagfalter) der Gattung Apatura in der Familie der Edelfalter (Nymphalidae). Er wird gelegentlich auch als Espen-Schillerfalter bezeichnet. Das Artepitheton leitet sich von Ilia, der Mutter von Romulus und Remus aus der römischen Mythologie ab.

## Beschreibung
Der Kleine Schillerfalter ähnelt dem Großen Schillerfalter (Apatura iris) sowie dem in Südosteuropa vorkommenden Östlichen Schillerfalter (Apatura metis). Bei allen drei Arten zeigen die männlichen Imagines bläulich schillernde Strukturfarben auf der Flügeloberseite dorsal. Der Kleine Schillerfalter erreicht eine Flügelspannweite von 55 bis 60 Millimetern. Damit ist der Größenunterschied zum Großen Schillerfalter so gering, dass er meist erst auffällt, wenn die Tiere nebeneinander zu sehen sind. Beide Arten kommen oft gemeinsam an denselben Standorten vor; sie sitzen mitunter dicht beieinander, wenn sie an Pfützen oder Kot Mineralien aufsaugen.
Auf der Vorderflügel-Oberseite trägt der Kleine Schillerfalter einen ringförmig rötlich gefassten dunklen Fleck, der dem Großen Schillerfalter fehlt. Zudem sind die Vorderflügel des Kleinen Schillerfalters auch proportional etwas kürzer und laufen weniger spitz zu. Die Hinterflügel-Oberseite trägt basisnah eine helle Querbinde sowie außenhin einen kleineren augenförmigen Fleck, ähnlich wie beim Großen Schillerfalter. Beim Kleinen Schillerfalter ist die Spitze des Fühlerkolbens mindestens zu einem Viertel gelbbraun gefärbt, beim Großen Schillerfalter allenfalls die äußerste Fühlerspitze.
Ein wichtiges Unterscheidungsmerkmal ist die Färbung und Musterung der Flügel auf der Ventralseite, die beim Kleinen Schillerfalter wenig kontrastreich ist. Beim Großen Schillerfalter hat die gesamte Unterseite eine kräftig kontrastierende kastanienbraun-weiße Färbung, mit weißem Keil auf der Hinterflügelunterseite, beim Kleinen Schillerfalter ist sie dagegen eher verwaschen mit einer gelbbraunen Tönung.
Der Kleine Schillerfalter tritt in unterschiedlichen Morphen auf. Neben der häufigeren Form (f. ilia), bei der die Querbinde weiß ist, kommt auch eine rötliche Variante (f. clytie) vor:

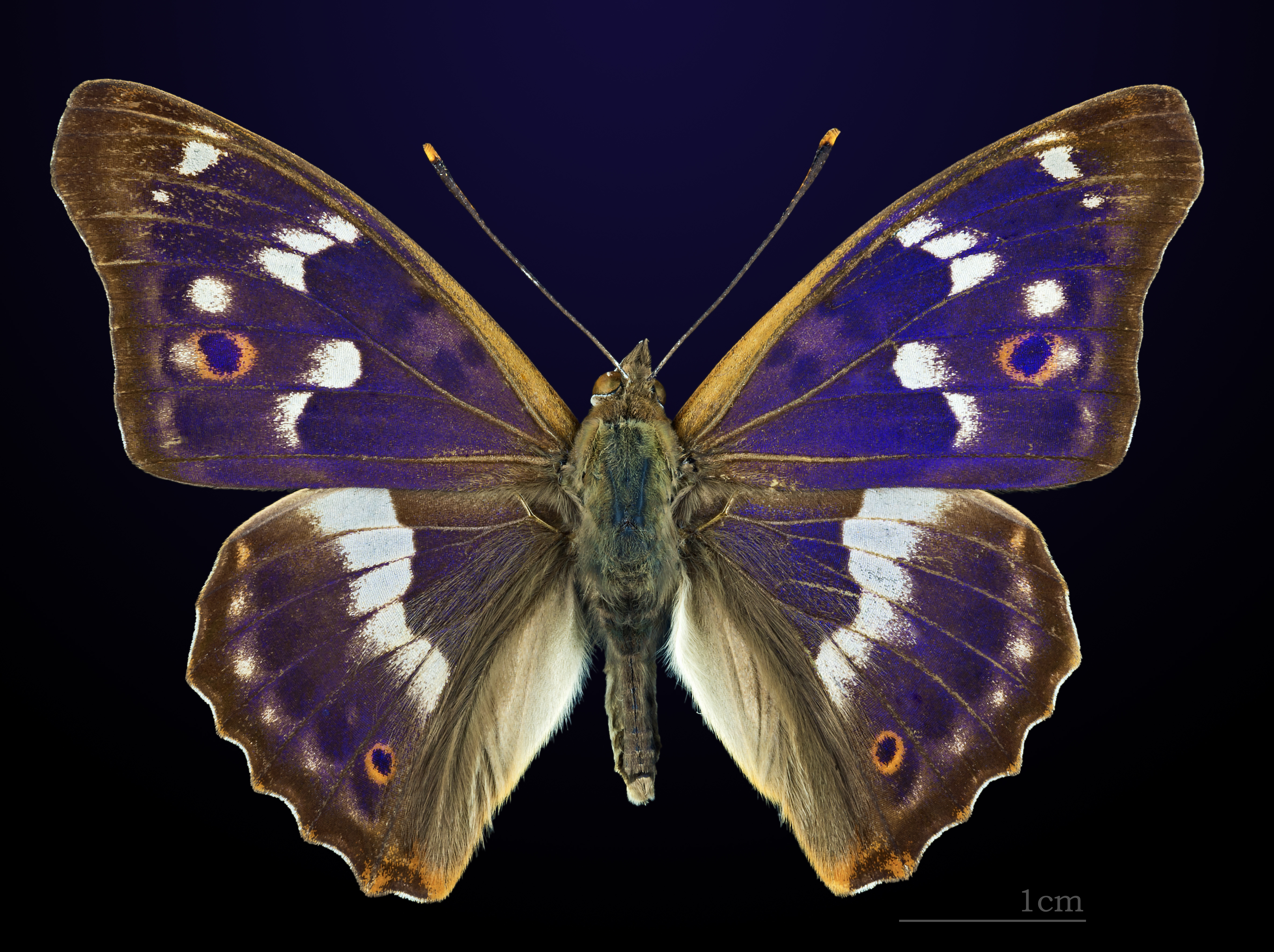
Dorsalansicht ♂
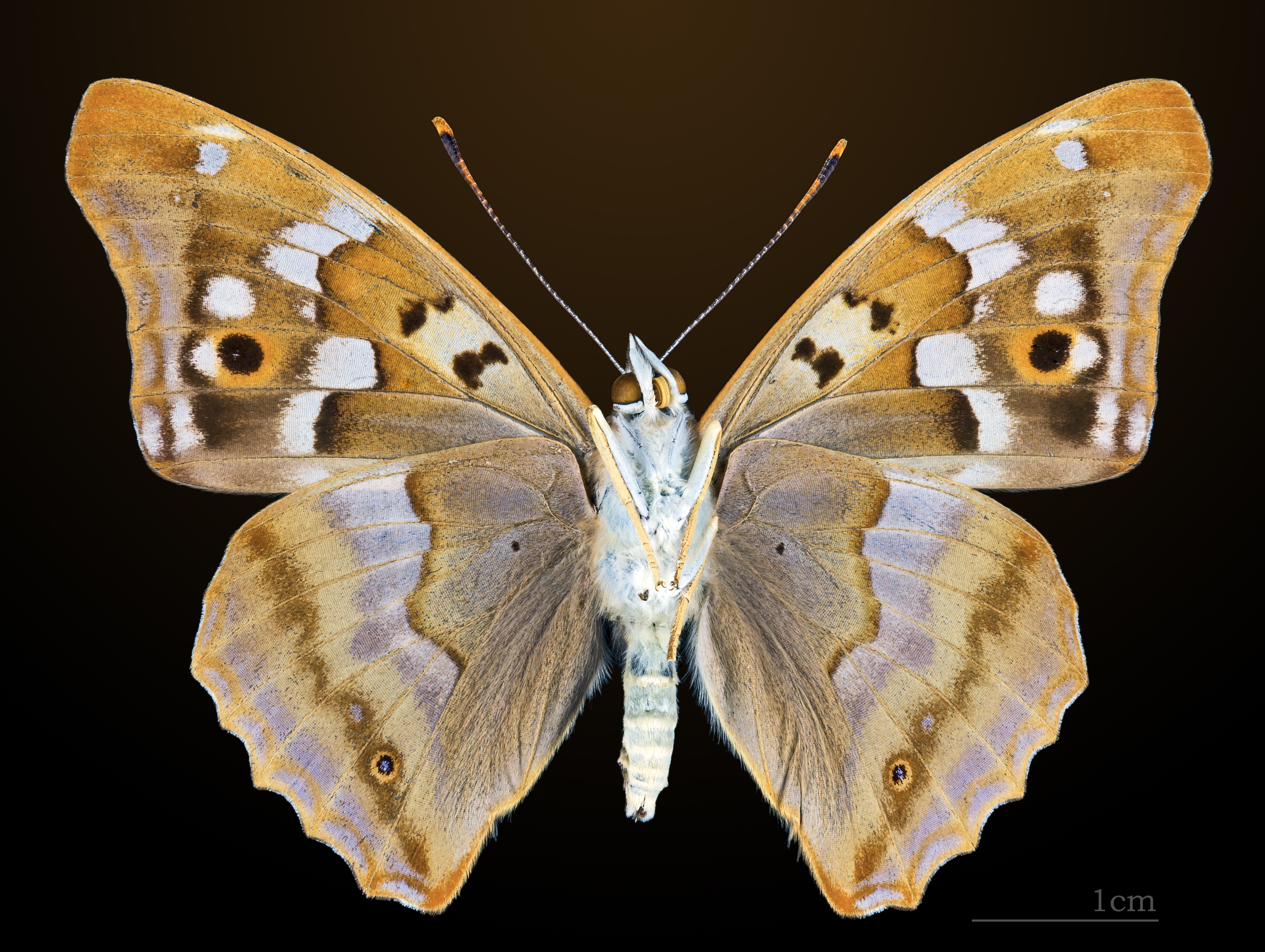
△ Ventralansicht ♂
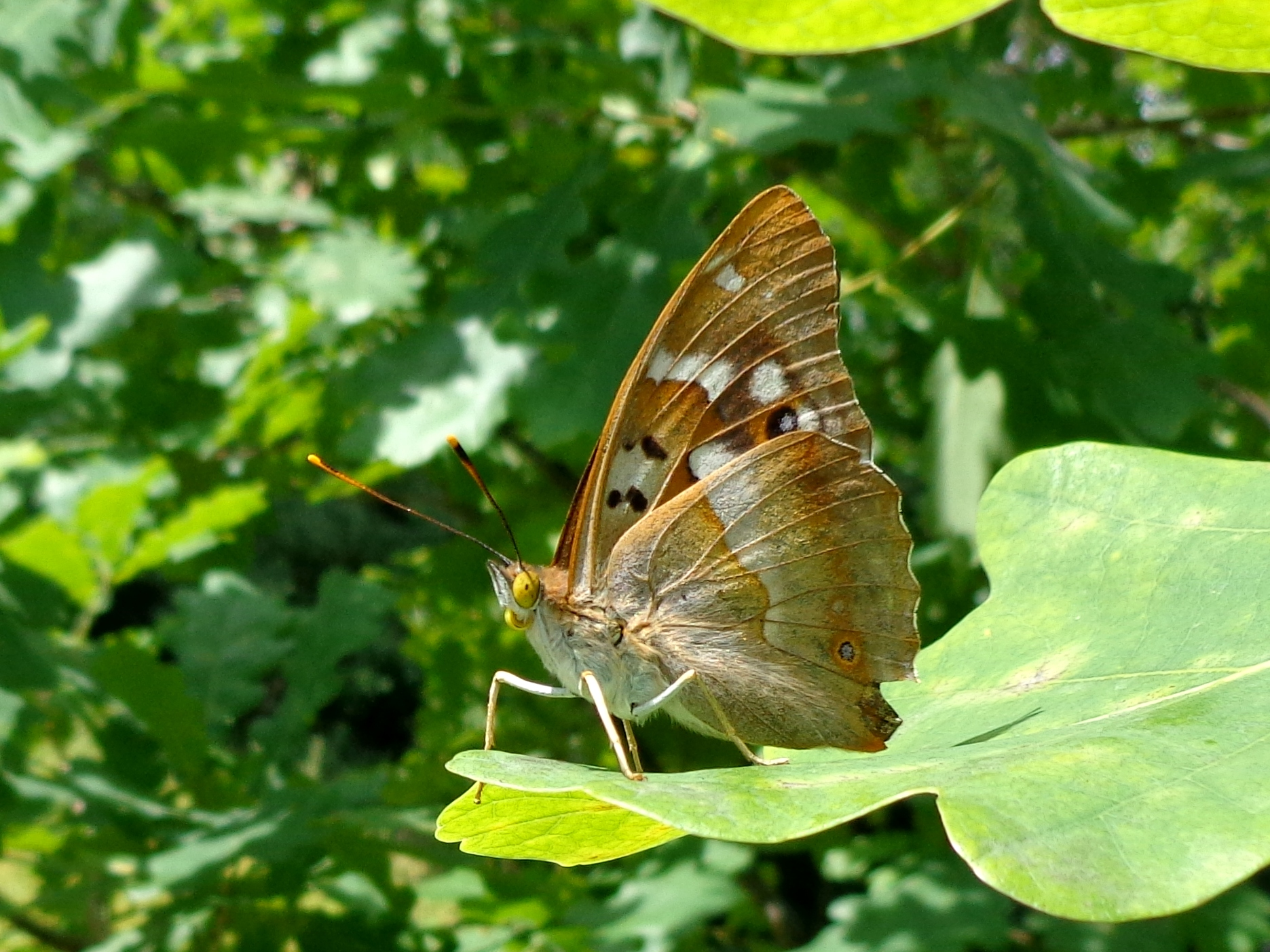
Apatura ilia f. ilia
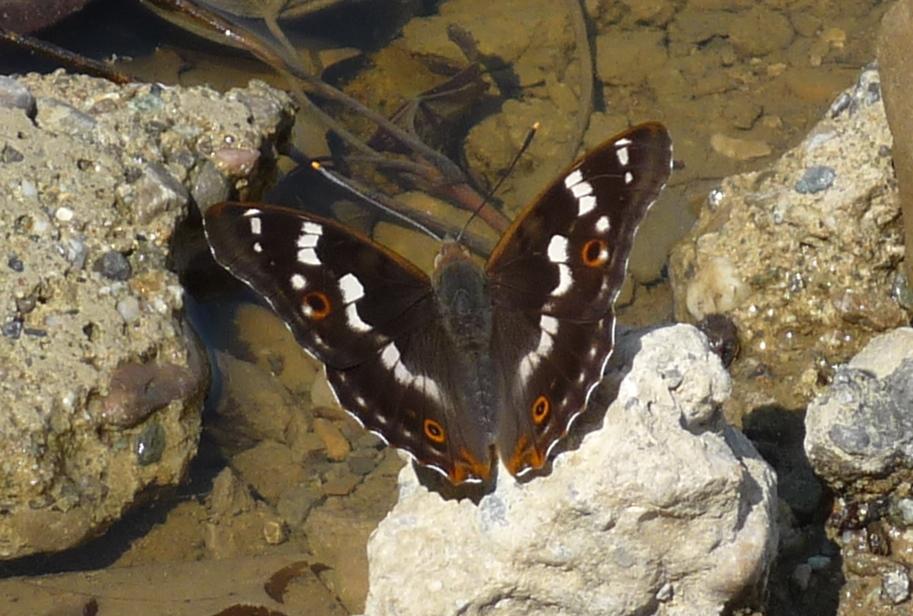
Apatura ilia f. ilia ♀

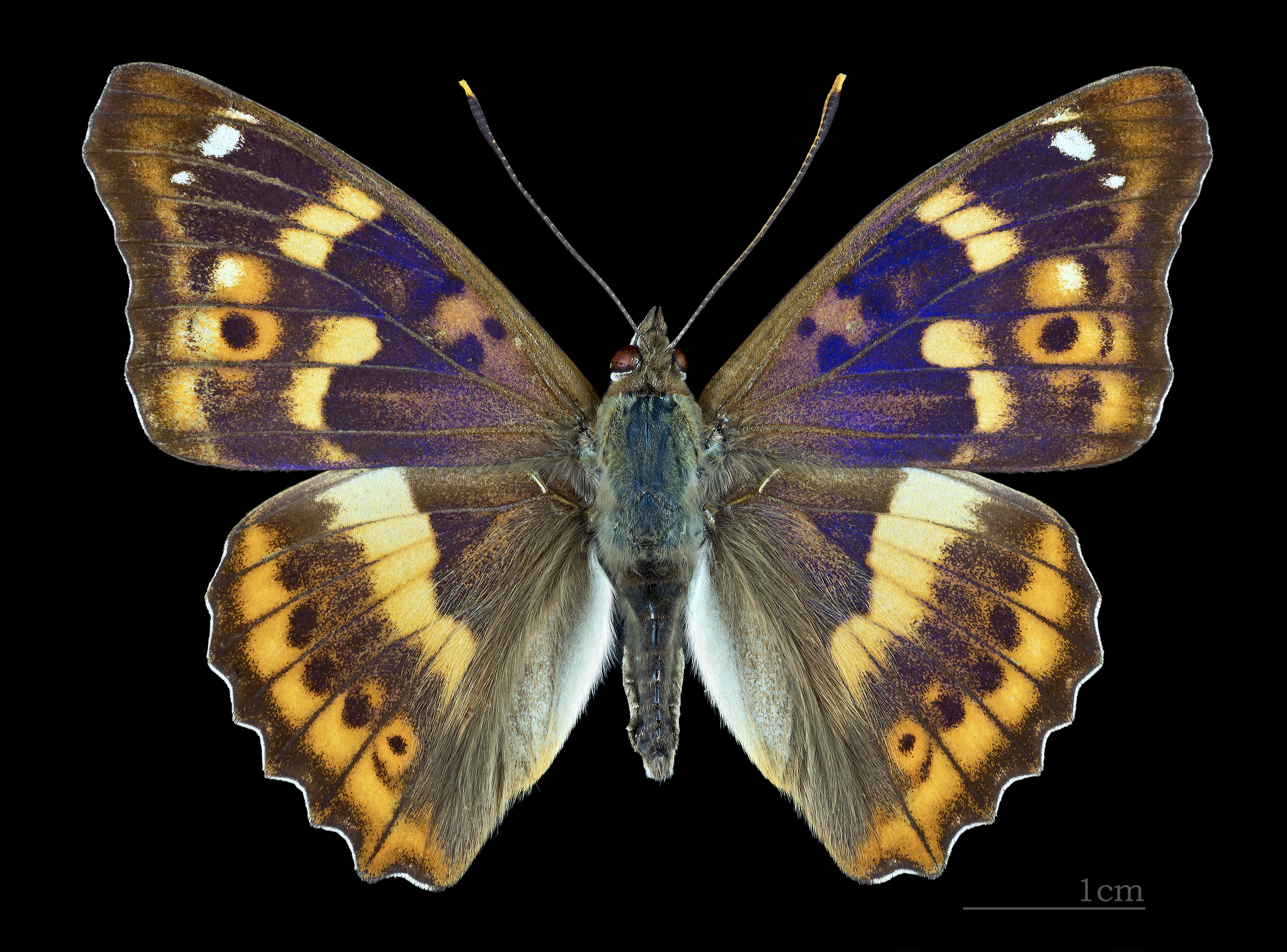
Dorsalansicht ♂
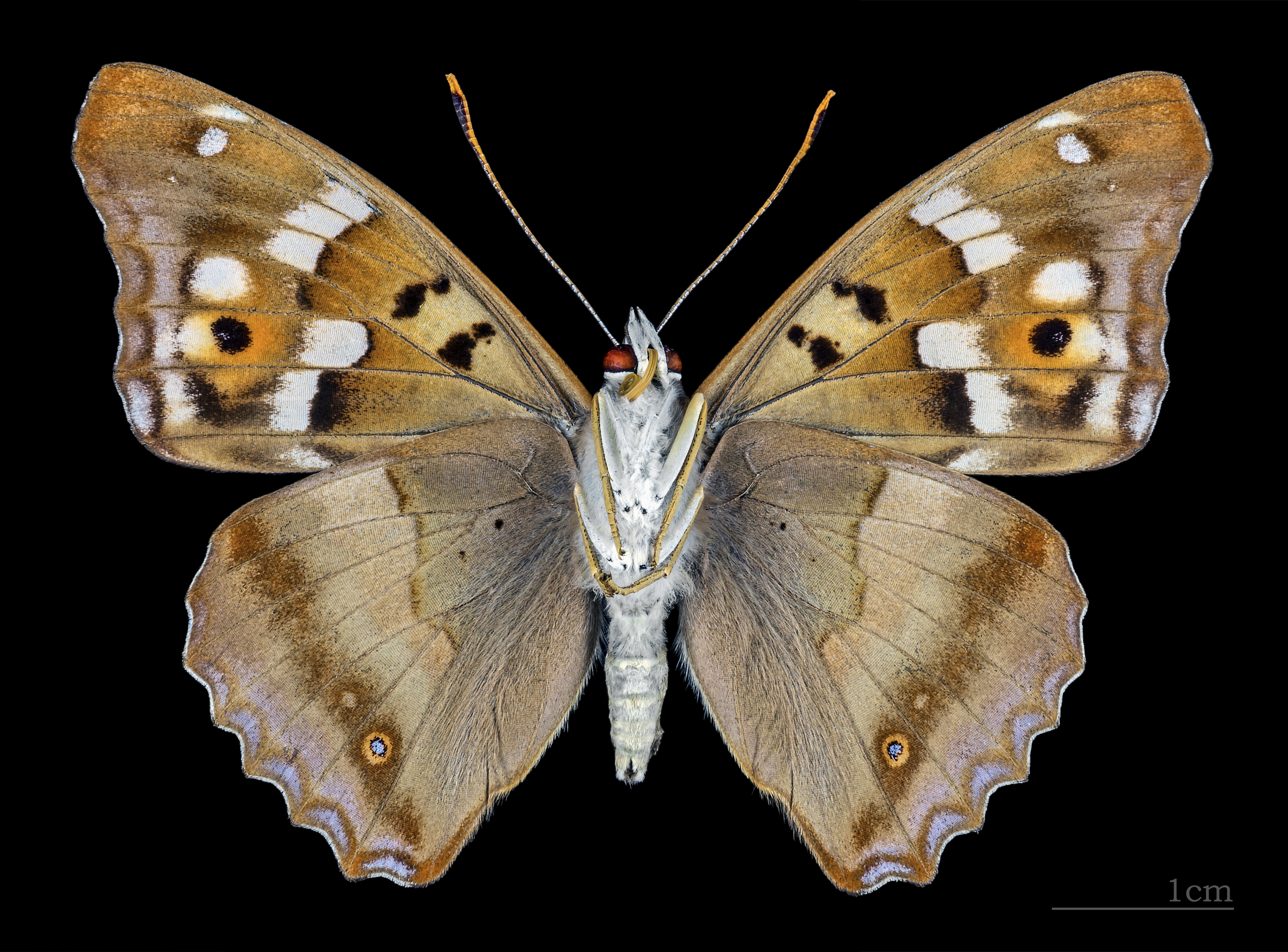
△ Ventralansicht ♂
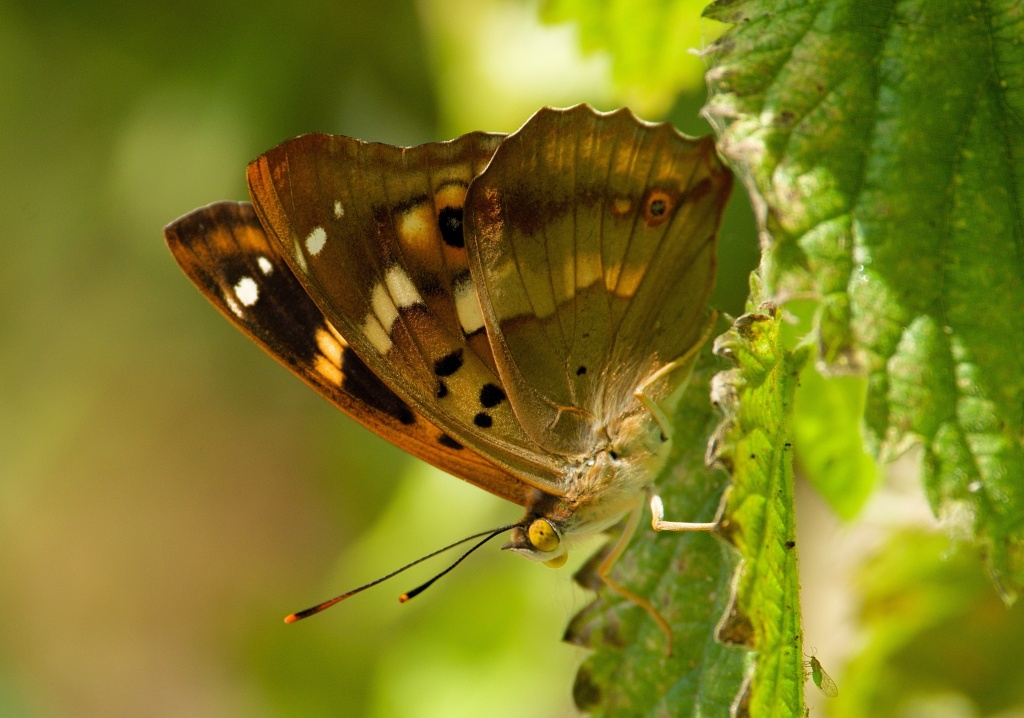
Apatura ilia f. clytie
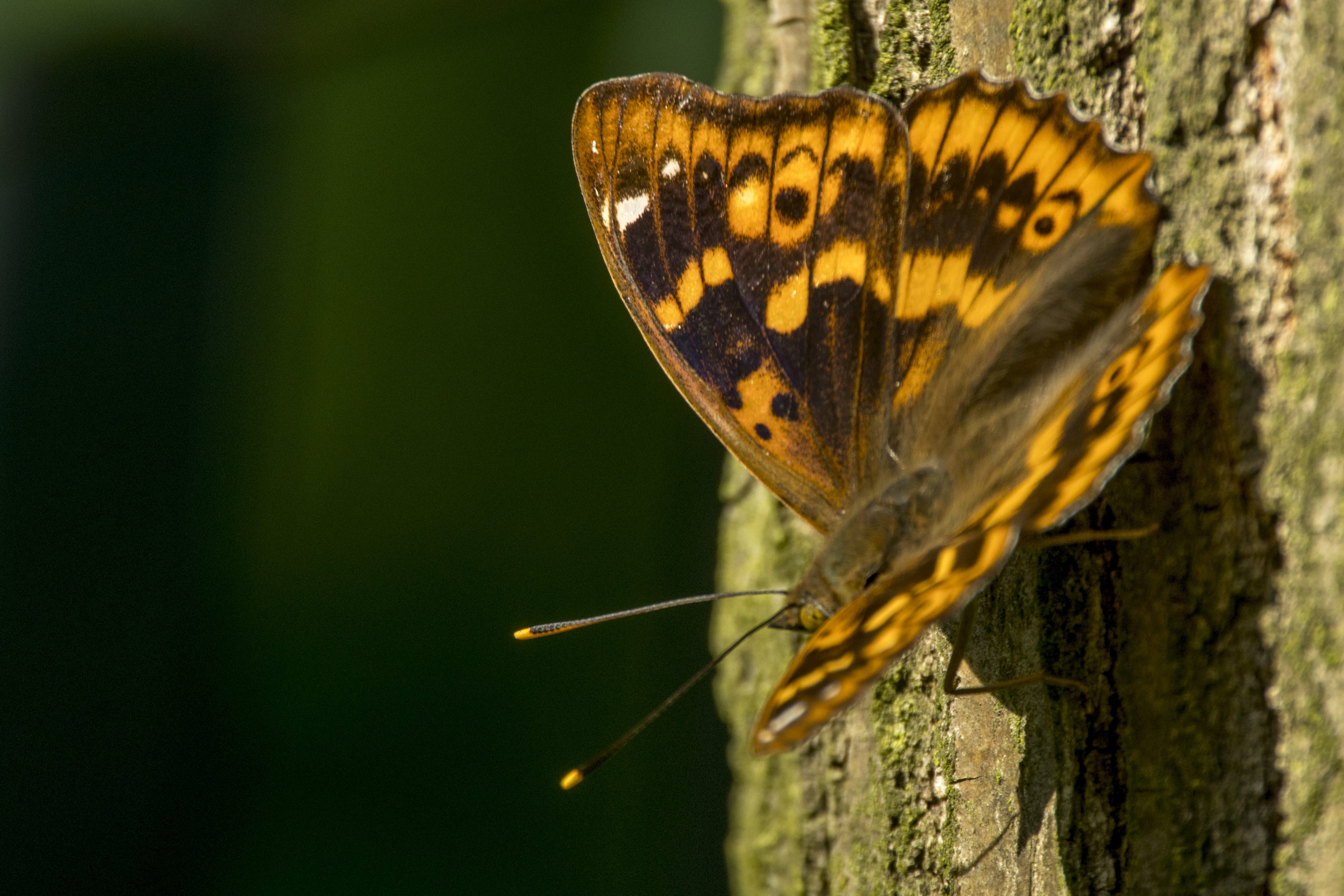
Apatura ilia f. clytie ♀

Beide Formen kommen auch als dunkle Varianten vor, bei denen der Anteil der hellen Flächen stark reduziert ist.

### Ähnliche Arten
- Großer Schillerfalter (Apatura iris Linnaeus, 1758)
- Östlicher Schillerfalter (Apatura metis Freyer, 1829)

## Flugzeit

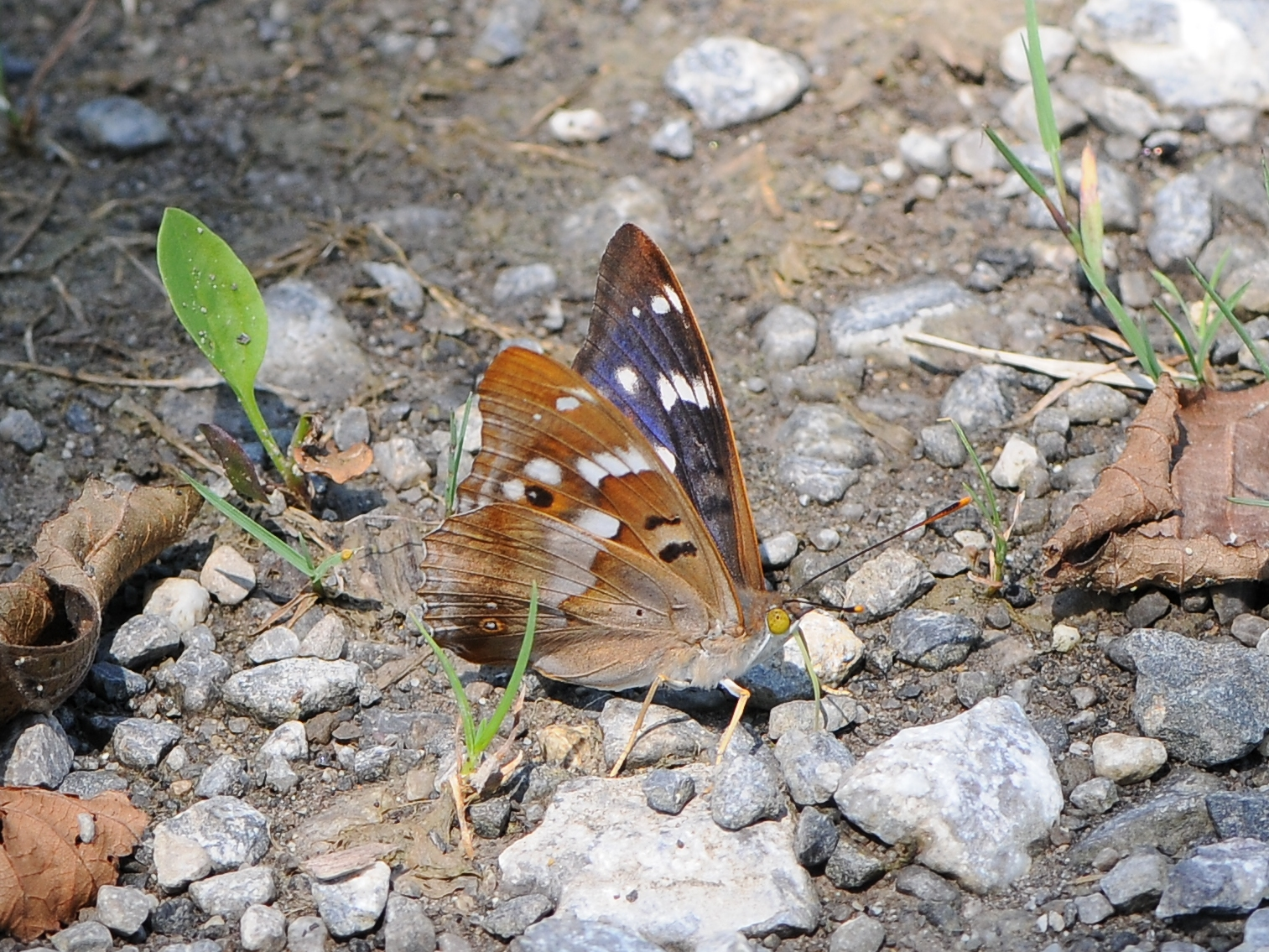
Kleine Schillerfalter nehmen häufig am Boden rüsselnd Mineralien auf (Apatura ilia f. ilia, ♂)

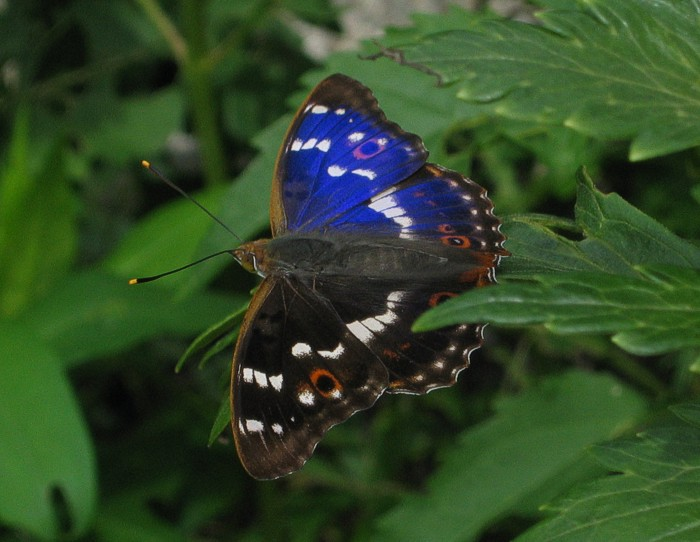
Fällt Licht in bestimmtem Winkel auf die Flügeloberfläche, so kann sich ein bläuliches Schillern zeigen

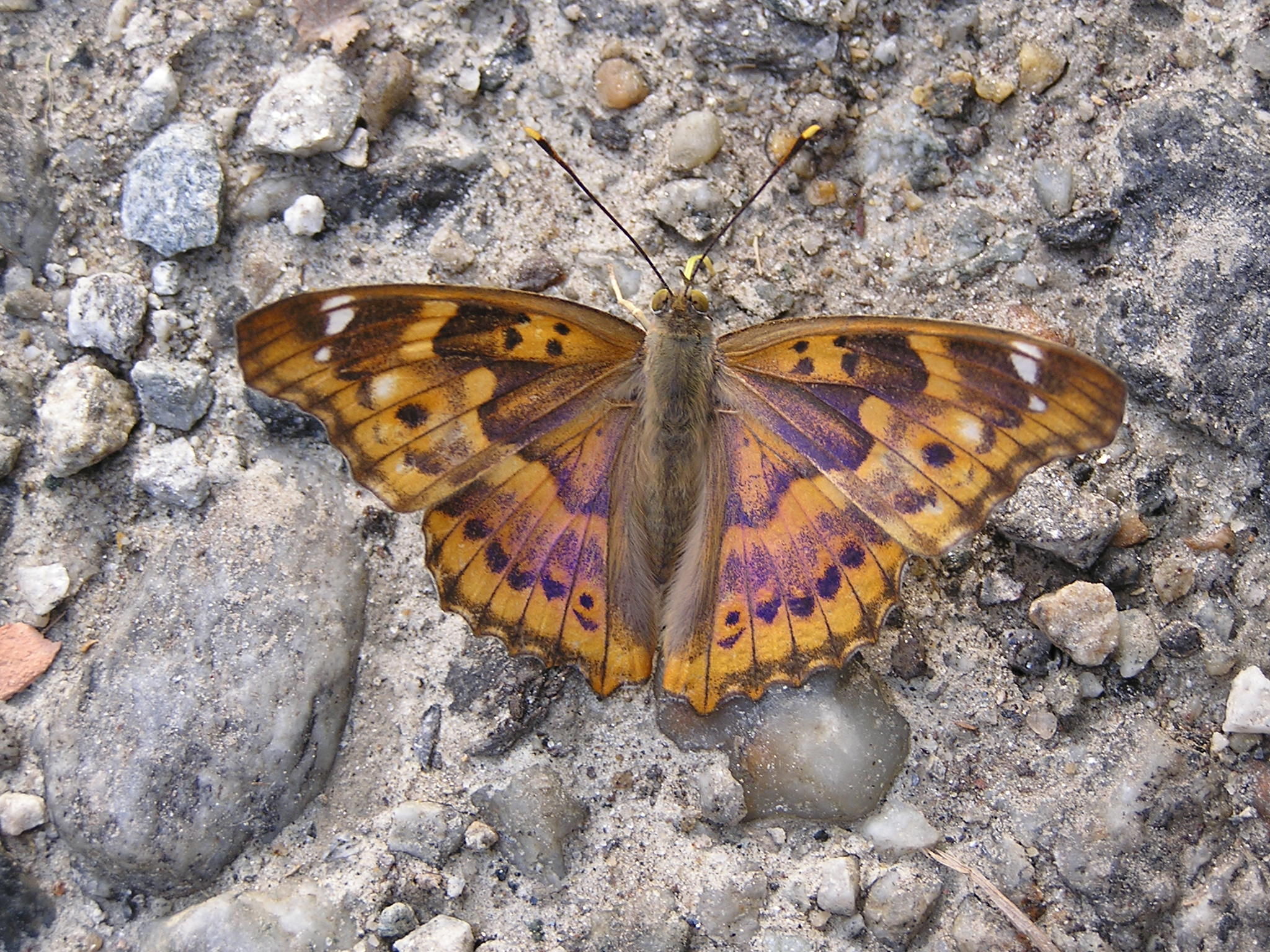
Rote Variation des Kleinen Schillerfalters (Apatura ilia f. clytie)

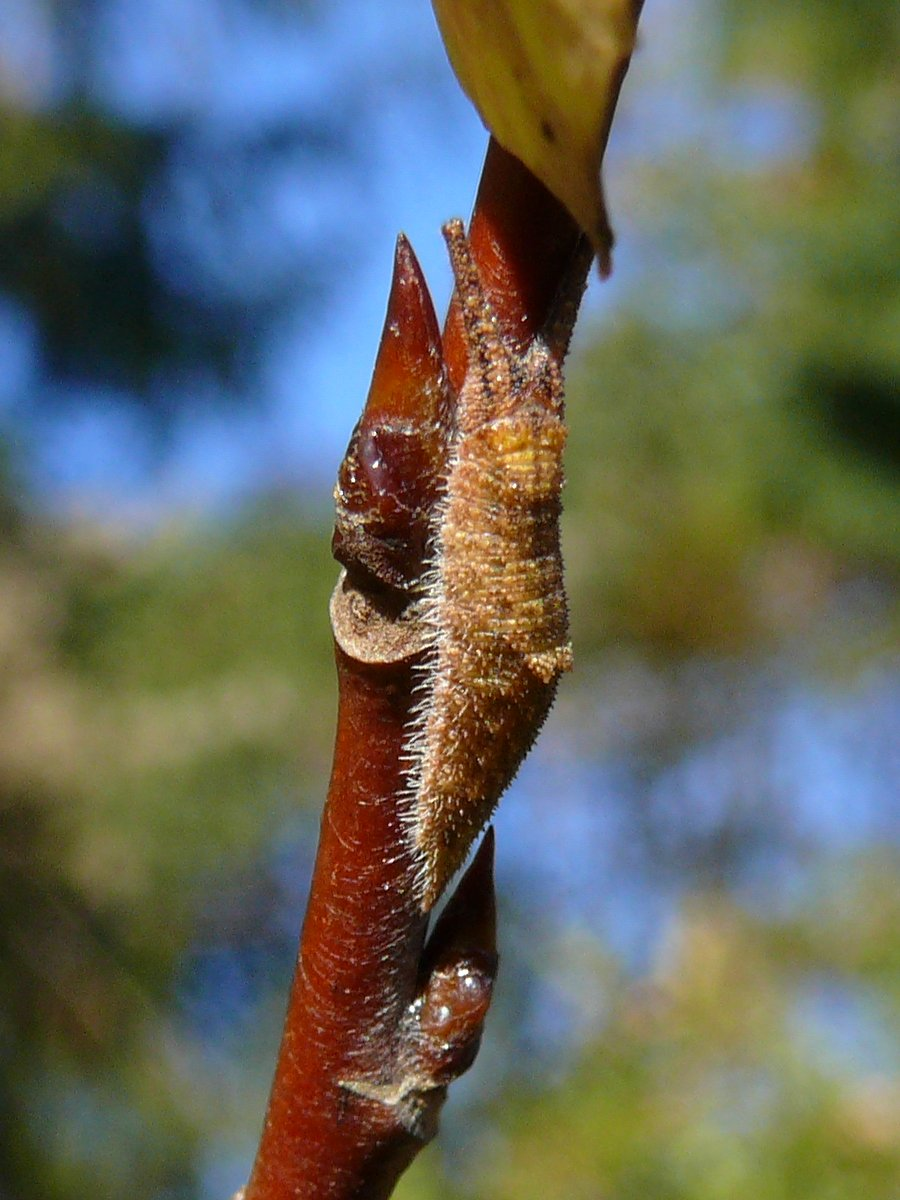
Junge Raupe des Kleinen Schillerfalters im Oktober

Der Kleine Schillerfalter fliegt in Mitteleuropa in ein bis zwei Generationen von Juni bis Juli und von August bis September. In Deutschland wird eine zweite Generation nur unter sehr günstigen klimatischen Bedingungen gebildet.

## Lebensraum
Zum Lebensraum des Kleinen Schillerfalters zählen Lichtungen, Schneisen und Ziehwege in Laubwäldern, an deren Rändern die Futterpflanzen wachsen, jedoch auch bewaldete Flusstäler, insbesondere Flussufer mit Vorkommen der Silberweide Salix alba.

## Lebensweise
Nach der Paarung legen die Weibchen die Eier auf der Blattoberseite der Futterpflanze ab. Die frisch abgelegten Eier sind gräulich gefärbt und nehmen kurz darauf die Farbe des Espenblattes an. Die Raupen sind durch ihre Tarnfärbung nur sehr schwer zu finden. Bei der Eiablage spielen in jüngster Zeit auch Schwarz-Pappel-Hybriden und Balsam-Pappel-Hybriden zunehmend eine Rolle. Die Einschätzung aber, dass der Anbau dieser nicht einheimischen, schnellwüchsigeren Hybridpappeln zu einer Artgefährdung führen würde, da die Weibchen bei der Eiablage solche nicht von heimischen Arten unterscheiden, die Raupen jedoch nicht in der Lage wären die dickeren und härteren Blätter zu fressen, trifft nach Ebert nicht zu. "Schwarz-Pappeln und Kanadische Hybridpappeln unterscheiden sich nicht hinsichtlich der mechanischen Beschaffenheit der Blätter. Selbst die Balsam-Pappel-Hybriden, die tatsächlich lederartig dicke Blätter aufweisen, werden nicht nur reichlich belegt, sondern eignen sich, wenigstens bis zu einem gewissen Grad, auch als Raupennahrung".
Zu den Futterpflanzen der Raupen zählen:
- Zitterpappel (Populus tremula)
- Silber-Pappel (Populus alba)
- Schwarz-Pappel (Populus nigra)
- Kanadische Hybrid-Pappel (Populus x canadensis)
- Ontario-Pappel (Populus x gileadensis)
- Salweide (Salix caprea)

Außerhalb Mitteleuropas kommen hinzu:
- Silberweide (Salix alba)
- Salix atrocinerea (Nordspanien)

Zur Überwinterung nehmen die Raupen die Graufärbung der Rinde an. Sie überwintern an den Zweigspitzen, oder an der zweiten oder dritten Knospe, indem sie sich eng an den Zweig anschmiegen. Der Anteil vertrockneter Überwinterer ist recht hoch.
Die Männchen des Kleinen Schillerfalters werden an stark riechenden Substanzen angetroffen. Dazu zählen Exkremente (Hundekot, Pferdeäpfel) oder Aas, aus welchen er die zur Erreichung der Fortpflanzungsfähigkeit benötigten Mineralien saugt. Die Weibchen suchen dagegen nach kohlenhydrathaltiger Nahrung. Man kann sie am „Honigtau“ von Blattläusen finden oder an überreifen Früchten. Anlocken kann man die Art auch mit einem stark riechenden Käseköder.
Die Art ist gefährdet durch die Abholzung von Auenwäldern sowie eine Ausholzung von Pappeln und Weiden an Waldwegen und inneren Waldsäumen; bei Überpopulationen raupenfressender Vögel (vor allem Meisen) nimmt der Bestand mitunter stark ab.

## Verbreitung
Der Kleine Schillerfalter ist verbreitet in Nordportugal (Minho), Nordspanien (Kantabrisches Gebirge, und Provinzen Huesca und Katalonien). Weiterhin von den Pyrenäen bis nach Lettland, auf dem Balkan, in Nordwest-Griechenland. Die Art fehlt im westlichen Norddeutschland, Polen, Fennoskandinavien, Großbritannien und Süditalien. Er ist in Höhen zwischen 300 und 1300 Metern über dem Meeresspiegel anzutreffen.
- Rote Liste BRD: 3[6]
- Rote Liste Baden-Württemberg: 3
- Rheinland-Pfalz: 2[2]
- Rote Liste Sachsen: 3